# University of East Anglia
Východoanglická univerzita (anglicky University of East Anglia, zkratka UEA) je veřejná výzkumná univerzita, která sídlí ve městě Norwich, hrabství Norfolk, v Anglii. Byla založena v roce 1963 a má v současnosti 4 fakulty. Její kampus je v jihozápadní části města Norwich. V roce 2012 se umístila ve světě na 10. nejlepším místě mezi univerzitami do 50 let a byla 3. v rámci Velké Británie. Mezi všemi univerzitami ve Velké Británii je kolem 20. místa.

## Fakulty
- Fakulta humanitních studií a umění
- Fakulta lékařství a zdravotních věd
- Fakulta přírodních věd
- Fakulta sociálních věd

## Výzkumná centra
Součástí UEA je také tzv. Oddělení pro výzkum klimatu (Climate Research Unit), založené v roce 1972 klimatologem Hubertem Lambem v rámci Školy environmentálních věd (School of Environmental Sciences) jako jedno z prvních center orientovaných na problematiku změny klimatu.